# Saint-Paul-Mont-Penit
Saint-Paul-Mont-Penit ist eine Gemeinde mit 857 Einwohnern (Stand: 1. Januar 2022) im westfranzösischen Département Vendée im Südwesten der Region Pays de la Loire. Die Gemeinde gehört zum Arrondissement La Roche-sur-Yon und zum Kanton Challans (bis 2015: Kanton Palluau). Die Einwohner werden Chapellois genannt.

## Lage
Saint-Paul-Mont-Penit liegt etwa 22 Kilometer nordwestlich von La Roche-sur-Yon. Der Fluss Petite Boulogne begrenzt die Gemeinde im Osten und Südosten. Umgeben wird Saint-Paul-Mont-Penit von den Nachbargemeinden Falleron im Norden, Grand’Landes im Nordosten, Palluau im Osten, La Chapelle-Palluau im Süden und Südosten, Maché im Süden und Südwesten sowie Saint-Christophe-du-Ligneron im Westen.

## Bevölkerungsentwicklung
| Jahr                      | 1793 | 1851 | 1901 | 1954 | 1962 | 1968 | 1975 | 1982 | 1990 | 1999 | 2006 | 2013 |
| Einwohner                 | 350  | 689  | 772  | 556  | 548  | 527  | 462  | 452  | 504  | 488  | 591  | 801  |
| Quelle: Cassini und INSEE |      |      |      |      |      |      |      |      |      |      |      |      |

## Sehenswürdigkeiten

Kirche Saint-Paul

- Kirche Saint-Paul